# آلن (مریلند)
آلن (به انگلیسی: Allen) شهری در ایالت مریلند کشور ایالات متحده آمریکا است که جمعیت آن در سرشماری سال ۲۰۱۰ میلادی، ۲۱۰ نفر بوده‌است.